# Gilbert Picard (écrivain)
 (janvier 2023).
Si vous disposez d'ouvrages ou d'articles de référence ou si vous connaissez des sites web de qualité traitant du thème abordé ici, merci de compléter l'article en donnant les références utiles à sa vérifiabilité et en les liant à la section « Notes et références ».
Pour les articles homonymes, voir Picard (homonymie) et Gilbert Picard.
Gilbert Picard est né le 7 novembre 1937 à Gueugnon  et décédé le 25 février 2024 à Cogolin[réf. nécessaire]. Il  est un journaliste et un auteur français de roman policier, de roman d'espionnage et de science-fiction. 

## Biographie
Il voyage beaucoup dans sa jeunesse. Il entreprend des études de droit, pensant devenir commissaire de police, mais au lieu de se présenter aux examens, il s'engage dans les parachutistes et prend part à la Guerre d'Algérie qui lui vaut le grade de sous-lieutenant et la croix de la valeur militaire.
Quelques années après la fin du conflit, il devient brièvement journaliste sportif à Paris Jour avant de se spécialiser dans les grands reportages radiophoniques. Il reçoit le grand prix du reportage de la Communauté des radios publiques de langue française. Il assure un temps une chronique de critique de cinéma et de spectacles, puis anime une émission de variétés du week-end sur France Inter. Il a également été chef d'un service d'information à Radio-France.
Il amorce sa carrière littéraire en 1964 par un roman d'espionnage, Les lions sont morts à l'aube, qui lui a été inspiré par un incident au cours de démonstrations de parachutisme. Il publie ensuite des romans policiers dans la collection Le Masque et remporte le prix du roman d'aventures 1977 pour Les Vendredis de la Part-Dieu. Il donne ensuite de nombreux romans d'espionnage et quelques textes de science-fiction au Fleuve noir. À partir de 1986, il signe des ouvrages documentés sur divers sujets : parachutisme, sectes, milieu de la santé...
Parmi ses romans, La Mort sur un plateau (1977) a été adapté en 1989 dans le cadre de la série télévisée Le Masque sous le titre Meurtre sur un plateau, avec Sophie Barjac et Vincent Grass.
La Manipulation (1978) relève de la catégorie du roman d'espionnage et a pour contexte historique la première Guerre du Shaba, dans l'actuelle RD Congo (déguisée en République du Koumba). En réalité, l'action se passe surtout ailleurs, spécialement à Bruxelles et à Paris, où se combinent des livraisons d'armes qui doivent rester secrètes pour des raisons diplomatiques. Il s'agit de livraisons d'armes françaises à l'armée du dictateur africain, celle-ci étant soudain menacée par la rébellion venue de l'Angola. Le protagoniste Vincent Durieux, un honnête homme ancien para d'Algérie, qui a un emploi dans une entreprise minière mais espère fonder une petite société dans le fret aérien et pour cela a besoin de fonds, se fait manipuler par les services secrets français qui l'utilisent pour un parachutage d'armes en Afrique et veulent s'en débarrasser ensuite. Il s'en sort grâce à ses qualités de baroudeur, mais il se fait manipuler par après par les réseaux de soutien aux rebelles, supposés soutenus par Cuba, avec le même résultat. Finalement, voulant raconter tout ce qu'il sait à "Paris Flash", il se fait rattraper par les premiers et meurt avec sa compagne et ses amis dans un petit avion saboté.  Mal documenté à propos de l'Afrique centrale qui reste un décor conventionnel, n'hésitant pas devant les clichés machistes ou antisémites, ce roman se signale par la mise sur même pied des comploteurs de droite et de gauche, et par la recherche d'une sorte de morale appuyée sur les réseaux d'anciens d'Indochine et d'Algérie, trahis par leurs propres frères d'armes en ce cas, du moment qu'ils travaillent encore pour des Etats comme la France.

## Œuvre

### Romans
- Les lions sont morts à l'aube, Paris, Librairie des Champs-Élysées, coll. Service secret no 3, 1964
- Solo pour Toumba, Paris, Librairie des Champs-Élysées, Le Masque no 1385, 1975 ; réédition, Paris, Librairie des Champs-Élysées, Club des Masques no 440, 1981
- Demain n'est qu'une chimère, Paris, Librairie des Champs-Élysées, Le Masque no 1438, 1976 ; réédition, Paris, Librairie des Champs-Élysées, Club des Masques no 450, 1981
- Le Gang du crépuscule, Paris, Librairie des Champs-Élysées, Le Masque no 1448, 1976 ; réédition, Paris, Librairie des Champs-Élysées, Club des Masques no 477, 1982
- L'Assassin de l'été, Paris, Librairie des Champs-Élysées, Le Masque no 1462, 1977 ; réédition, Paris, Librairie des Champs-Élysées, Club des Masques no 490, 1982
- Les Vendredis de la Part-Dieu, Paris, Librairie des Champs-Élysées, Le Masque no 1482, 1977
- La Mort sur un plateau, Paris, Librairie des Champs-Élysées, Le Masque no 1506, 1977
- L'Affaire des trois cannes blanches, Paris, Librairie des Champs-Élysées, Le Masque no 1546, 1978
- La Manipulation, Paris : Librairie des Champs-Elysées, coll. Le Masque, 1978, 253 p.
- Mourir au son du cor, Paris, Librairie des Champs-Élysées, Le Masque no 1555, 1979
- Meurtre par ordinateur, Paris, Librairie des Champs-Élysées, 1979
- Les Malles du passé, Paris, Librairie des Champs-Élysées, Le Masque no 1609, 1980
- La Martingale d'Amandine, Paris, Librairie des Champs-Élysées, Le Masque no 1614, 1980
- La Justice des loups, Paris, Librairie des Champs-Élysées, Le Masque no 1630, 1981
- Les Mirages du désert, Paris, Fleuve noir, Espionnage no 1743, 1983
- L'Homme au doigt coupé, Paris, Fleuve noir, Spécial Police no 1847, 1983
- Les Gazelles du Tchad, Paris, Fleuve noir, Espionnage no 1750, 1984
- Le Dissident de Cuba, Paris, Fleuve noir, Espionnage no 1776, 1984
- La Marraine, Paris, Fleuve noir, Spécial Police no 1867, 1984
- Le Jugement premier, Paris, Fleuve noir, Spécial Police no 1880, 1984
- La Dernière Arabesque, Paris, Fleuve noir, Spécial Police no 1895, 1984
- Le Tueur de l'autoroute, Paris, Fleuve noir, Spécial Police no 1899, 1984
- Le Jugement premier, Paris, Fleuve noir, Spécial Police no 1880, 1984
- Les Commandos d'Allah, Paris, Fleuve noir, Espionnage no 1794, 1985
- La Guerre des bacilles, Paris, Fleuve noir, Espionnage no 1845, 1985
- Le Miroir du passé, Paris, Fleuve noir, Anticipation no 1380, 1985
- À quoi bon ressusciter?, Paris, Fleuve noir, Anticipation no 1390, 1985
- La Mort en grand standing, Paris, Fleuve noir, Spécial Police no 1922, 1985
- Le Neuf de la poisse, Paris, Fleuve noir, Spécial Police no 1927, 1985
- Les Noces noires, Paris, Fleuve noir, Spécial Police no 1934, 1985
- Les Racines du mal, Paris, Fleuve noir, Spécial Police no 1935, 1985
- La Voyante, Paris, Fleuve noir, Spécial Police no 1955, 1985
- Les prisonniers n'ont pas d'ailes, Paris, Fleuve noir, Spécial Police no 1967, 1985
- Jeux de racket, Paris, Fleuve noir, Spécial Police no 1977, 1985
- La Guerre des bacilles, Paris, Fleuve noir, Espionnage no 1845, 1985
- O.K. Auckland, Paris, Fleuve noir, Espionnage no 1855, 1985
- Le Volcan des sirènes, tome I, Paris, Fleuve noir, Anticipation no 1410, 1985
- Les Combattants des abysses : Le Volcan des sirènes, tome II, Paris, Fleuve noir, Anticipation no 1380, 1985
- Les Taupes du ciel, Paris, Fleuve noir, Espionnage no 1870, 1986
- Cap sur Bander Abbas, Paris, Fleuve noir, Espionnage no 1878, 1986
- Le Sous-marin maltais, Paris, Fleuve noir, Espionnage no 1880, 1986
- Les Chemins de Damas, Paris, Fleuve noir, Espionnage no 1887, 1986
- Le compte est bon, Paris, Fleuve noir, Spécial Police no 2001, 1986
- Meurtre à l'assemblée, Paris, Fleuve noir, Spécial Police no 2025, 1986
- Le Négus rouge, Paris, Fleuve noir, Espionnage no 1890, 1987
- Le Sacrificateur, Paris, Fleuve noir, Spécial Police no 2049, 1987
- Le Parrain jaune, Paris, Fleuve noir, Spécial Police no 2073, 1987
- Ingrid, Paris, Fleuve noir, Femme Viva no 14, 1987
- Le Calife des neiges, Paris, Fleuve noir, Collection Noire no 17, 1989
- L'assassin habite au 36.15, Paris, Éditions gauloises aventures, 1989
- Monsieur le maire, Paris, Hermé, coll. Saga, 1991
- Le Sablier, Sampzon, Éd. Delatour, 2008

### Anticipation
- Le miroir du passée Fleuve noir, Anticipation N° 1380 - 1985
- À quoi bon ressusciter Fleuve noir, Anticipation N° 1390 - 1985

- Série  Le volcan des sirènes :
- 1 - Le volcan des sirènes Fleuve noir, Anticipation N° 1410 - 1985
- 2 - Les combattants des abysses Fleuve noir, Anticipation N° 1471 - 1986

#### Autres publications
- L'Enfer des animaux, Paris, Le Carrousel, 1986
- L'Enfer des sectes, Paris, Fleuve noir, 1987
- L'Affaire d'Ouvéa, Monaco, Éditions du Rocher, 1988 (document-reportage sur la prise d'otages d'Ouvéa).
- L'Enfer de la santé, Monaco, Éditions du Rocher, 1988 (en collaboration avec Odile Martin)
- Le Parachutisme moderne, Paris, Amphora, 1989
- Spaggiari, ou le Casse du siècle, Paris, Fleuve noir, Crime Story no 5, 1993 (document-reportage sur le malfaiteur Albert Spaggiari)
- Waco, la secte en feu, Paris, Fleuve noir, Crime Story no 21, 1993 (document-reportage sur le siège de Waco par la secte des Davidiens de David Koresh)
- Avoriaz, les fantômes du festival, Paris, Hermé, 1990 (ouvrage sur le Festival international du film fantastique d'Avoriaz)
- Au feu avec la division Daguet, Suresnes, Aramon, 1991

## Adaptation
- 1989 : Meurtre sur un plateau, épisode de la série franco-belge Le Masque, d'après le roman La Mort sur un plateau (1977).

## Prix et récompenses
- Prix du roman d'aventures 1977 décerné à Les Vendredis de la Part-Dieu
- Prix du roman policier de Royan 1979 décerné à L'Affaire des trois cannes blanches
- Prix Moncey 1984 décerné à Le Jugement premier
- Prix de la ville d'Antibes 1986 décerné à Le compte est bon